# Eric Santos
Eric Santos (Angola, 31 de Janeiro de 1972) é um actor angolano.

## Filmografia

### Trabalhos na televisão
| Ano       | Título               | Personagem            |
| --------- | -------------------- | --------------------- |
| 2022      | Quero é Viver        | Osvaldo               |
| 2021      | Glória               | Telegrafista          |
| 2021      | Amar Demais          | Juiz                  |
| 2020      | Na Corda Bamba       | Padre                 |
| 2019      | Golpe de Sorte       | Francisco             |
| 2019      | Valor da Vida        | Enfermeiro            |
| 2018-2019 | Alma e Coração       | Saraiva               |
| 2018      | Jogo Duplo           | Zé Lenka              |
| 2017      | Sim, Chef!           | Bruno Falcão          |
| 2016      | Poderosas            | Cúmplice José Maria   |
| 2016      | Coração d'Ouro       | Médico                |
| 2015      | A Única Mulher       | Américo Dinis         |
| 2014-2015 | Jikulumessu          | Ivo Kapala            |
| 2013      | I Love It            |                       |
| 2013      | Sol de Inverno       | Raúl                  |
| 2012      | Dancin' Days         | Wilson                |
| 2012      | Windeck              | Wilson Voss           |
| 2011      | Morangos com Açúcar  | Sérgio                |
| 2010      | Voo Directo          | Médico                |
| 2010      | Meu Amor             | Inspector Matias      |
| 2009      | Sentimentos          | Inspector Vilela      |
| 2008      | A Outra              | Jair                  |
| 2008      | Casos da Vida        | Francisco             |
| 2007      | O Quinto Poder       | Carlos                |
| 2006      | Regresso a Sizalinda | Rolha                 |
| 2006      | O Bando dos Quatro   | Mário                 |
| 2005      | Inspector Max        |                       |
| 2004      | Uma Aventura         | Edgar                 |
| 2002      | A Jóia de África     | Domingos              |
| 2002      | Crimes en série      | Barman                |
| 2002      | Bons Vizinhos        | Tomás                 |
| 2001      | Nunca Digas Adeus    | Sérgio                |
| 2001      | Fábrica de Anedotas  | Delegado              |
| 2001      | Sociedade Anónima    | Professor             |
| 2001      | Bastidores           | Raúl                  |
| 2000      | Super Pai            | Policial              |
| 1998      | Os Lobos             | Pereira               |
| 1998      | Terra Mãe            | Cliente do Periscópio |

## Cinema
- O Espinho da Rosa, de Filipe Henriques, 2013
- Encosta-te a Mim, de Artur Ribeiro, 2012
- Filme do Desassossego, de João Botelho, 2010
- Quero Ser Uma Estrela, de José Carlos de Oliveira, 2009
- Kaminey, de Vishal Bhardwaj, 2008
- A Bússola, de Alberto Rocco, 2008
- Odete, de João Pedro Rodrigues, 2004
- Je reste!, de Diane Kurys, 2003
- Le portrait, de Pierre Lary, 1999